# アブドゥルカウィ・アハメド・ユスフ
アブドゥルカウィ・アハメド・ユスフ（Abdulqawi Ahmed Yusuf (ソマリ語: Cabdulqaawi Axmed Yuusuf, アラビア語: عبد القوي يوسف, 1948年9月12日 - ）は、ソマリア・エイル出身の国際弁護士・法学者。現在、国際連合 国際司法裁判所（ハーグ、オランダ王国）裁判官。

## 教育
ソマリ国立大学にて法学博士号（Dr. Juris）取得。ハーグ国際法アカデミーおよびフィレンツェ大学大学院にて国際法を修めた後、国際・開発研究大学院にて博士号（Ph.D. in international law）取得。ソマリ語、アラビア語、英語、フランス語、イタリア語が堪能。

## 職歴

### 国連機関
1981年12月から1988年6月まで国連貿易開発会議（アンクタッド）ジュネーブ事務所技術部門法務官、1988年7月から1992年6月まで同機関同事務所の貿易及び技術計画の法律政策部局局長（1989年5月から同年6月まで国連ナミビア独立移行支援グループ（UNTAG）の国連事務総長特別代表事務所の調整官兼国連平和維持軍司令官付顧問、同年8月から同年12月まで同グループの地域局長代理兼選挙監督官を兼務）、1992年7月から1994年7月まで同機関ニューヨーク事務所の事務所長兼代表（後発開発途上国のための国際連合行動計画の上級調整官を兼務）、1994年8月から1998年3月まで国際連合工業開発機関（ユニド）の法律顧問兼法律扶助部門責任者（1997年8月から1998年3月まで同機関の国別計画および資金動員部門の行動管理責任者も兼務）、1998年3月から2001年2月まで同機関の事務局長補兼アフリカ担当特別顧問と万国国際法学会の会員だということがわかった。

## 著書等
- Yusuf, Abdulqawi. "Diversity of Legal Traditions and International Law: Keynote Address." Cambridge J. Int'l & Comp. L. 2 (2013): 681.（2013年5月18日にケンブリッジ大学法学部にて行なわれた講演の記録）
- Yusuf, Abdulqawi. Pan-Africanism and International Law. Martinus Nijhoff Publishers, 2014.